# Mühlenmoor
Das Mühlenmoor ist ein Naturschutzgebiet in der niedersächsischen Stadt Meppen im Landkreis Emsland.
Das Naturschutzgebiet mit dem Kennzeichen NSG WE 196 ist 17,5 Hektar groß. Es liegt südöstlich von Meppen und westlich von Haselünne. Das Mühlenmoor wird von Erlenbruchwald, in den Randbereichen auch von Birken-Eichenwald, geprägt und gilt als charakteristisches Beispiel für eine relativ naturnahe Ausprägung eines Flusstalrandbereiches.
Das Gebiet steht seit dem 27. Mai 1989 unter Naturschutz. Zuständige untere Naturschutzbehörde ist der Landkreis Emsland.